# Gene Hackman
Gene Hackman (rodné jméno Eugene Alden Hackman; 30. ledna 1930, San Bernardino, Kalifornie, USA – 18. února 2025 Santa Fe, Nové Mexiko, USA) byl americký herec.

## Život
Rodina krátce bydlela v Danville (Illinois), kde jeho otec pracoval jako tiskař. Rodiče se rozvedli, když mu bylo 13 let. Pět let sloužil u námořnictva (1947–1952), odkud byl propuštěn, když si zlomil obě nohy při nehodě na motocyklu. Studoval žurnalistiku, v New Yorku se živil jako řidič kamionu, stěhovák a prodavač. V hereckém kurzu v Pasadeně (Kalifornie) se spřátelil s Dustinem Hoffmanem. V roce 1956 se oženil s Italkou Faye Maltese, se kterou má tři děti – Christophera, Elizabeth a Leslie. Rozvedli se v roce 1986. V roce 1991 si vzal havajskou klavíristkou Betsy Arakawu.

Jeho první filmová role byla ve snímku Šílený pes Coll (1961), první nominace na Oskara následovala za roli Bucka Barrowa, bratra Clydea Barrowa ve filmu Bonnie a Clyde (1967). Oskara nezískal ani za roli ve snímku Nikdy jsem nezpíval svému otci (1970), ale dočkal se ho nedlouho poté za hlavní roli ve filmu Francouzská spojka (film byl nominován na osm Oskarů, pět jich získal). Druhého Oskara získal za vedlejší roli ve filmu Nesmiřitelní z roku 1992. Kromě toho několikrát získal Zlatý glóbus a další filmová ocenění.
Dne 26. února 2025 byl nalezen ve své rezidenci mrtev, společně s ním byli nalezeni mrtví i jeho manželka Betsy a jeden z jejich psů. Krátce po jeho úmrtí se spekulovalo o otravě oxidem uhelnatým, ale pozdější vyjádření šerifa tuto domněnku odmítlo. Podle údajů z kardiostimulátoru herce možná k úmrtí došlo již 18. února, ale přesný den ani příčina smrti zatím nejsou průkazně známé, čeká se na výsledek pitvy. Bylo mu 95 let.

## Filmografie
- 2006 Superman II: Verze Richarda Donnera (Superman II: The Richard Donner Cut) – Lex Luthor
- 2004 Starosti pana starosty (Welcome to Mooseport) – Monroe Cole
- 2003 Porota (Runaway Jury) – Rankin Fitch
- 2001 Před svatbou ne! (Heartbreakers) – William B. Tensy
- 2001 Taková zvláštní rodinka (The Royal Tannenbaums) – Royal Tenenbaum
- 2001 Za nepřátelskou linií (Behind Enemy Lines) – admirál Leslie McMahon Reigart
- 2001 Mexičan (The Mexican) – Arnold Margolese
- 2001 Poslední loupež (Heist) – Joe Moore
- 2000 Podezření (Under Suspicion) – Henry Hearst
- 2000 Náhradníci (The Replacements) – Jimmy McGinty
- 1998 Soumrak (Twilight) – Jack Ames
- 1998 Mravenec Z (Antz) – General Mandible
- 1998 Nepřítel státu (Enemy of the State) – Edward 'Brill' Lyle
- 1997 Absolutní moc (Absolute Power) – prezident Allen Richmond
- 1996 Ptačí klec (The Birdcage) – Sen. Kevin Keeley
- 1996 Cela smrti (The Chamber) – Sam Cayhall
- 1996 Smrtící léčba (Extreme Measures) – Dr. Lawrence Myrick
- 1995 Rychlejší než smrt (The Quick and the Dead) – John Herod
- 1995 Chyťte ho! (Get Shorty) – Harry Zimm
- 1995 Krvavý příliv (Crimson Tide) – Capt. Frank Ramsey
- 1994 Wyatt Earp (Wyatt Earp) – Nicholas Earp
- 1993 Geronimo (Geronimo: An American Legend) – Brig. Gen. George Crook
- 1993 Firma (The Firm) – Avery Tolar
- 1992 Nesmiřitelní (Unforgiven) – Little Bill Daggett
- 1991 Společná hra (Company Business) – Sam Boyd
- 1991 Causa Wardových (Class Action) – Jedediah Tucker Ward
- 1990 Nebezpečný útěk (Narrow Margin) – Robert Caulfield
- 1990 Pohlednice z Hollywoodu (Postcards from the Edge) – Lowell
- 1990 Parťáci (Loose Cannons) – MacArthur Stern
- 1989 Vězeň (The Package) – Seržant Johnny Gallagher
- 1988 Bat*21 (Bad*21) – podplukovník Iceal Hambleton
- 1988 Hořící Mississippi (Mississippi Burning) – Agent Rupert Anderson
- 1988 Jiná žena (Another Woman) – Larry Lewis
- 1988 Rozhodující úder (Split Decisions) – Dan McGuinn
- 1987 Bez východiska (No Way Out) – David Brice
- 1987 Superman 4 (Superman IV: The Quest for Peace) – Lex Luthor
- 1986 Moc (Power) – Wilfred Buckley
- 1986 Hráči z Indiany (Hoosiers) – Coach Norman Dale
- 1985 Terč (Target) – Walter Lloyd/Duncan (Duke) Potter
- 1984 Cena moci (Eureka) – Jack McCann
- 1983 Pod palbou (Under Fire) – Alex Grazier
- 1983 Sedm neohrožených (Uncommon Valor) – Plukovník Cal Rhodes
- 1981 Rudí (Reds) – Pete Van Wherry
- 1980 Superman 2 (Superman II) – Lex Luthor
- 1978 Superman (Superman) – Lex Luthor
- 1977 Princip domina (The Domino Principle) – Roy Tucker
- 1977 Příliš vzdálený most (A Bridge Too Far) – generálmajor Sosabowski
- 1977 Pochoduj nebo zemři (March or Die) – major William Sherman Foster
- 1975 700 mil v sedle (Bite the Bullet) – Sam Clayton
- 1975 Francouzská spojka II (French Connection II) – Jimmy 'Popeye' Doyle
- 1975 Šťastná dáma (Lucky Lady) – Kibby Womack
- 1974 Rozhovor (The Conversation) – Harry Caul
- 1974 Nevěsta pro Zandyho (Zandy's Bride) – Zandy Allan
- 1974 Mladý Frankenstein (Young Frankenstein) – The Blindman (Harold)
- 1973 Strašák (Scarecrow) – Max
- 1972 Dobrodružství Poseidonu (The Poseidon Adventure) – reverend Frank Scott
- 1971 Francouzská spojka (The French Connection) – Det. Jimmy 'Popeye' Doyle
- 1971 Lovci stínů (The Hunting Party) – Brandt Ruger
- 1971 Doctors' Wives – doktor Dave Randolph
- 1970 Nikdy jsem nezpíval svému otci (I Never Sang for My Father) – Gene Garrison
- 1969 Zajatí vesmírem (Marooned) – Buzz Lloyd
- 1969 Sjezdař (Downhill Racer) – Eugene Claire
- 1969 Toulavé můry (The Gypsy Moths) – Joe Browdy
- 1969 Riot (Riot) – Red Fraker
- 1968 The Split – detektiv poručík Walter Brill
- 1967 Bonnie a Clyde (Bonnie & Clyde) – Buck Barrow
- 1967 První v boji (First to Fight) – seržant Tweed
- 1967 A Covenant with Death – Harmsworth
- 1967 Banning (Banning) – Tommy Del Gaddo
- 1966 Havaj (Hawaii) – doktor John Whipple
- 1964 Lilith (Lilith) – Norman
- 1961 Šílený pes Coll (Mad Dog Coll) – policista